# Samsung Galaxy F62
O Samsung Galaxy F62 (também conhecido como Samsung Galaxy M62) é um smartphone Android de gama média fabricado pela Samsung Electronics como parte da sua série Galaxy F. É o segundo telefone a ser lançado na série. Ele tem uma bateria de 7000 mAh, uma configuração de câmera quádrupla com uma câmera principal de 64 MP, bem como uma câmera ultrawide de 12 MP, uma câmera macro de 5 MP e um sensor de profundidade de 5 MP, uma 6,7 polegadas (17 cm) Tela Super AMOLED Plus e o SoC Exynos 9825 usado anteriormente nos principais smartphones Samsung Galaxy Note 10 e Note 10+.